# Села Республіки Китай
Села — адміністративні одиниці Республіки Китай муніципального рівня. Статус сіл нижче волості, проте вище сусідства. Бувають двох типів:
- Міського типу (кит.: 里; піньїнь: lǐ; певедзі: lí) у міських волостях, містах повітового підпорядкування або районах, більш населені.
- Сільського типу (кит.: 村; піньїнь: cūn; певедзі: chhun) у сільських волостях.

Голова села, як правило, обирається жителями села, тривалість повноважень — чотири роки до наступних виборів. За даними уряду, голова субсидується (45 000 NT на місяць) для забезпечення місцевих перевезень, стаціонарних, поштових та платних послуг.